# Vuelo 1354 de UPS Airlines
El vuelo 1354 de UPS Airlines era un vuelo de carga programado de Louisville, Kentucky, a Birmingham, Alabama. El 14 de agosto de 2013, el Airbus A300 que realizaba la ruta se estrelló y estalló en llamas cerca de la pista durante la aproximación al Aeropuerto Internacional de Birmingham-Shuttlesworth.Ambos pilotos fueron declarados muertos en el lugar del accidente. Eran las únicas personas a bordo del avión.Fue el segundo accidente aéreo fatal para UPS Airlines.

## Aeronave

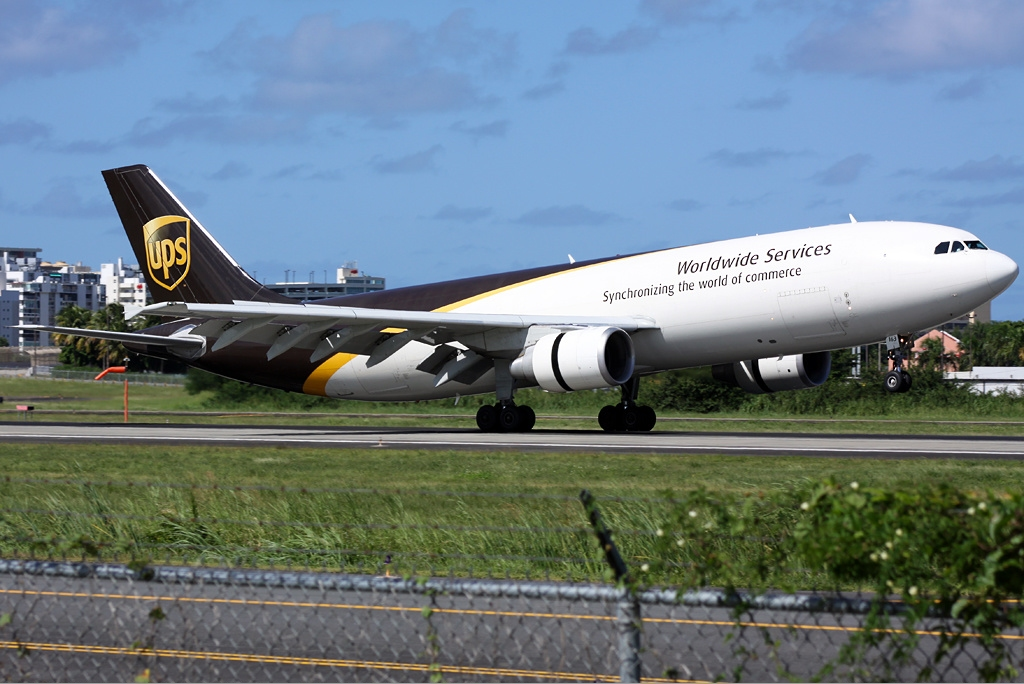
Un Airbus A300-600 de UPS Airlines, similar al N155UP, el avión involucrado

El avión involucrado era un Airbus A300F4-622R de 10 años de antigüedad, matriculado como N155UP con número de serie 841. Fue construido en 2004 y UPS lo recibió en febrero de 2004.Estaba propulsado por dos motores Pratt & Whitney PW4158. Al momento del accidente, había acumulado unas 11.000 horas de vuelo en 6.800 ciclos de vuelo (un ciclo de vuelo consiste en un despegue y un aterrizaje).

## Tripulación
Este vuelo fue comandado por el capitán Cerea Beal, Jr., de 58 años.Antes de ser contratado por UPS, Beal trabajó para TWA como ingeniero de vuelo y luego como primer oficial del Boeing 727. Fue contratado por UPS en octubre de 1990 como ingeniero de vuelo del 727 y se convirtió en primer oficial del 727 en agosto de 1994. En dos ocasiones, en 2000 y nuevamente en 2002, Beal comenzó y luego se retiró del entrenamiento para ascender a capitán en el 757. Pasó al A300 como primer oficial en 2004 y luego como capitán en 2009. En el momento del accidente, había acumulado 6.406 horas de vuelo en UPS, 3.265 de las cuales en el A300.
La primera oficial fue Shanda Fanning, de 37 años.Fanning fue contratada por UPS en 2006 como ingeniera de vuelo de un 727. Se convirtió en la primera oficial de un Boeing 757 en 2007, e hizo la transición a un Boeing 747 en 2009. Empezó a volar el A300 en junio de 2012. Al momento del accidente, tenía acumuladas 4,721 horas vuelo en total, incluidas 403 en el A300.

## Accidente

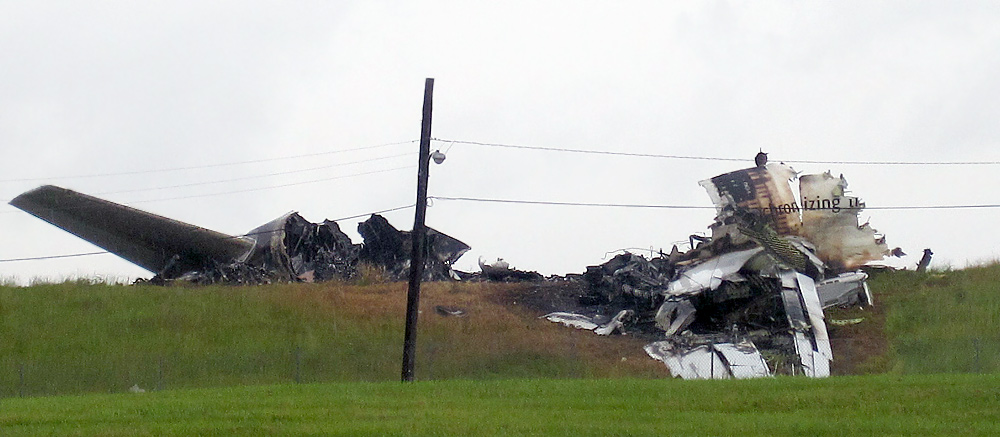
Lugar del accidente del N155UP; cola y la sección media.

La aeronave se dirigía en un vuelo regular al momento del accidente. En el aeropuerto prevalecían las reglas de vuelo visual nocturno, pero se presentaban condiciones meteorológicas para el vuelo instrumental variables con un techo variable al norte del aeropuerto, en la ruta de aproximación.
Un aviso a los aviadores (NOTAM) vigente al momento del accidente indicaba que la pista 06/24, la más larga disponible en el aeropuerto y la que permite una aproximación de precisión, permanecería cerrada entre las 04:00 y las 05:00 CDT. Dado que la hora de llegada programada del vuelo era a las 04:51, la tripulación solo pudo acceder a la pista 18, la más corta y con una aproximación de no precisión.
El pronóstico meteorológico en BHM indicó que los techos bajos al llegar requerían un aeropuerto alternativo, pero el despachador no comentó con la tripulación sobre los techos bajos, la opción de aproximación única al aeropuerto ni la reapertura de la pista 06/24 alrededor de las 5:00. Además, durante el vuelo, no se proporcionó a la tripulación información sobre los techos variables en el aeropuerto.
El avión se estrelló alrededor de las 04:47 hora local (CDT, 09:47 UTC). Rozó árboles y golpeó el suelo tres veces cuesta arriba. El fuselaje se rompió, con el morro quedando a unos 200 metros (600 pies; 180 m) del punto de impacto inicial, y el resto a unos 80 metros (240 pies; 70 m) más abajo, hacia la pista y a aproximadamente 0,6 millas (1 km) de su borde, donde se incendió. Ambos tripulantes fallecieron en el accidente.

## Investigación
La Junta Nacional de Seguridad en el Transporte (NTSB) inició una investigación y envió un equipo de 26 miembros al lugar del accidente para recolectar evidencia perecedera. La grabadora de voz de cabina (CVR) y el registrador de datos de vuelo (FDR) se recuperaron al día siguiente y se enviaron para su análisis.
En su tercera rueda de prensa, el 16 de agosto de 2013, la NTSB informó que la tripulación había informado sobre la aproximación a la pista 18 y que el control del tráfico aéreo les había autorizado a aterrizar dos minutos antes del final de la grabación. Dieciséis segundos antes del final de la grabación, el sistema de advertencia de proximidad al suelo (GPWS) de la aeronave emitió dos alertas de "velocidad de descenso", lo que indicaba que la aeronave descendía demasiado rápido. Tres segundos después, el capitán Beal informó tener la pista a la vista, lo cual fue confirmado por el primer oficial Fanning. El CVR grabó el sonido del primer impacto contra los árboles tres segundos después de que los pilotos informaran haber visto la pista. Posteriormente, se registró una alerta final de "terreno demasiado bajo" del GPWS, seguida de los sonidos finales del impacto.
Para representar al país de fabricación, participó en la investigación la agencia francesa de investigación de accidentes de aviación, la Oficina de Investigación y Análisis para la Seguridad de la Aviación Civil (BEA), con la asistencia de asesores técnicos de Airbus.Miembros del Equipo de Respuesta y Evidencia del FBI también apoyaron en la investigación.La NTSB declaró a finales de agosto que aún no se habían descubierto anomalías mecánicas, pero que la investigación completa llevaría varios meses.
El 20 de febrero de 2014, la NTSB llevó a cabo una audiencia pública en relación con la investigación. Presentaron extractos de la grabadora de voz en la cabina, en los que tanto el capitán, como la primera oficial, discutieron sobre la falta de sueño previo al vuelo.
El 9 de septiembre de 2014, la NTSB anunció que la causa probable del accidente fue que la tripulación realizó una aproximación inestable al Aeropuerto Internacional de Birmingham-Shuttlesworth, durante la cual no controlaron adecuadamente su altitud. La aeronave descendió por debajo de la altitud mínima de descenso cuando la pista aún no estaba a la vista, lo que resultó en un vuelo controlado que se estrelló contra el terreno a unos 3300 pies (1100 yardas; 1000 m) del umbral de la pista.
La NTSB también determinó que los factores que contribuyeron al accidente fueron:
1. La falta de configuración y verificación correctas de la computadora de gestión de vuelo para la aproximación de perfil por parte de la tripulación.
2. La falta de comunicación de las intenciones del capitán a la primera oficial al ser evidente que no se había capturado el perfil vertical.
3. La expectativa de la tripulación de salir de la nube a 300 m sobre el nivel del suelo [debido a información meteorológica incompleta].
4. La falta de cumplimiento de las indicaciones mínimas requeridas por parte de la primera oficial.
5. Las deficiencias en el rendimiento del capitán, probablemente debidas a factores como, entre otros, fatiga, distracción o confusión, en consonancia con las deficiencias de rendimiento mostradas durante el entrenamiento.
6. La fatiga de la primera oficial debido a la pérdida aguda de sueño derivada de su ineficaz gestión del tiempo fuera de servicio.[7][22][1][23]

## Consecuencias
En 2014, la Asociación de Pilotos Independientes presentó una demanda contra la FAA para poner fin a la exención de los requisitos mínimos de descanso de la tripulación de vuelo para los aviones cargueros. En 2016, la demanda fue desestimada por un tribunal de Washington, D. C., que determinó que la FAA había actuado razonablemente al excluir a las aerolíneas cargueras del requisito de descanso basándose en un análisis de costo-beneficio.
Bret Fanning, esposo de la primera oficial Shanda Fanning, presentó una demanda contra Honeywell Aerospace en 2014, alegando que su GPWS instalado en el A300 no alertó a los pilotos de que su avión estaba peligrosamente cerca del suelo.Fanning afirmó que el GPWS no hizo sonar una alarma hasta un segundo después de que la aeronave comenzara a rozar las copas de los árboles; sin embargo, la NTSB determinó a partir del FDR de la aeronave que el GPWS hizo sonar una advertencia de "velocidad de descenso" cuando la aeronave estaba a 250 pies (76 m) sobre el suelo, 8 segundos antes del primer impacto con los árboles.

## Dramatización
Este accidente fue presentado en el décimo episodio de la vigesimoprimera temporada del programa de televisión canadiense Mayday: catástrofes aéreas, titulado «Cargamento mortal» en Hispanoamérica y «Entrega letal» en España.